# TruDent
Als erstes deutsches Franchise-System im Gesundheitssektor wurde 1999 die MacDent AG in Eckernförde für Zahnarztpraxen und Zahnärzte gegründet. Im Dezember 2007 hatte sich die Aktiengesellschaft in TruDent AG umbenannt. Sie hatte ihren Sitz im Stadtteil Carlshöhe im schleswig-holsteinischen Eckernförde. Die Gesellschaft wurde am 23. April 2019 aufgelöst.

## Rechtsstreit
TruDent/MacDent war seit der Gründung Gegenstand zahlreicher Streitigkeiten. So klagte die Zahnärztekammer Schleswig-Holstein gegen die Verwendung des "Qualitätssiegels" der AG auf dem Praxisschild der Zahnarztpraxen als anpreisend, irreführend und damit berufswidrig. Das Landgericht Kiel, und in Berufung das Oberlandesgericht Schleswig, wiesen die Klagen der Zahnärztekammer jedoch ab (AZ: LG 15 O 47 / 05, OLG: 6 U 60 / 05).
Ebenfalls Streitigkeiten gab es mit dem inzwischen insolventen Mitbewerber McZahn um die Namensrechte. McZahn wurde im Dezember 2006 von der damaligen MacDent AG abgemahnt und die Löschung der Marke "McZahn" verlangt. Der Antrag lag beim europäischen Patentamt in Alicante (Spanien) vor. Da sich die Klärung hinzog, hat sich MacDent Ende 2007 in TruDent umbenannt, um weitere Verwechslungen zu vermeiden.

## Namensänderung
Seit der Gründung von McZahn 2006 wurden die beiden Unternehmensgruppen immer wieder miteinander verwechselt beziehungsweise in einen Topf geworfen. Dabei vertraten sie komplett unterschiedliche Ansätze. TruDent/MacDent versucht, sich durch überprüfbare Qualität auf dem Markt durchzusetzen. So mussten sich teilnehmende Zahnärzte regelmäßig fortbilden, ein zertifiziertes Qualitätsmanagement nach ISO 9001:2008 in der Praxis installiert haben und vertraglich vereinbarte fachliche Leitlinien für Untersuchung und Therapie einhalten. Zudem galt eine dreifach längere Garantiezeit für Zahnersatz, Kronen und Inlays. Eine  Nachuntersuchung von behandelten Patienten erfolgte jährlich im Rahmen einer Stichprobe von drei Patienten pro zahnärztlichen Behandler.
McZahn hingegen war als Discountanbieter von Zahnersatz angetreten. Er versuchte, sich über den billigsten Preis durchzusetzen. Der Zahnersatz wurde kostengünstig in China hergestellt, die Minimalleistungen übernahm die Krankenkasse. Seit dem Auftauchen McZahns auf dem deutschen Zahnärztemarkt war – vor allem in der Presse – immer wieder von "Billiganbietern wie MacDent und McZahn" berichtet worden. Auch die allgemeine Assoziation der Silbe "Mac" mit "billig" hatte die TruDent AG 2007 zum Namenswechsel bewogen.

## Vorstand und Aufsichtsrat
Alleinvorstand der TruDent AG war der Zahnarzt Armin Jäkel, der früher Präsident der Privatzahnärztlichen Vereinigung Deutschlands (PZVD) war. Er wurde als Abwickler der aufgelösten Gesellschaft eingesetzt.
Aufsichtsräte der TruDent AG waren
- Peter Oberender, Bayreuth, (Vorsitzender)
- Peter Müller, Hamburg
- Reinhard Wingral, Eckernförde